# Cheshmeh Kūreh
Cheshmeh Kūreh (persiska: چشمه كوره, چَشمِه كورَ, چَشمِه كورِه) är en ort i Iran.   Den ligger i provinsen Kurdistan, i den nordvästra delen av landet, 300 km väster om huvudstaden Teheran. Cheshmeh Kūreh ligger 1 672 meter över havet och antalet invånare är 184.
Terrängen runt Cheshmeh Kūreh är kuperad söderut, men norrut är den platt.Runt Cheshmeh Kūreh är det ganska glesbefolkat, med 23 invånare per kvadratkilometer. Närmaste större samhälle är Cheshmeh Ādīneh, 18,2 km sydost om Cheshmeh Kūreh. Trakten runt Cheshmeh Kūreh består i huvudsak av gräsmarker.